# わかなつ おきなわ
わかなつ おきなわは、琉球海運が運航していたフェリー。

## 概要
ごーるでん おきなわの代船として、佐伯重工業で建造。1991年2月に那覇-大阪・那覇-鹿児島航路に就航した。船名は4月末から5月半ば頃を示す沖縄方言の季語「若夏」から取られ、新しい命の鼓動と豊穣をイメージしたものとした。
1995年1月には、RORO船「みやらび」の就航に伴い博多 - 那覇航路に転属。
2006年9月18日、RO-RO船「わかなつ」の就航、琉球海運の旅客営業の終了により引退した。
その後、韓国に売却され、ASIA INNOVATORと改名して、RORO貨物船として運航された。
2015年、インドネシアに売却され、MUTIARA PERSADA IIIとして就航した。

### 就航航路
琉球海運
- 博多港（香椎パークポート）・鹿児島港（本港区） - 那覇港（新港ふ頭） - 平良港（宮古島） - 石垣港

本船のみの運航となった末期の航路。博多航路と鹿児島航路を交互に運航、平良港は上り便（復路）のみ寄港。

## 設計
船首船橋船尾機関室型の旅客船兼自動車渡船である。ランプウェイは右舷側船首尾の2箇所に装備していた。並列煙突となっているが、左舷のファンネルはダミーであった。従来船と比較し貨物積載量は45%向上し、速力は2ノット向上し揺れや振動の低減や旅客設備のグレードアップも図られた。

## 船内
船室
- 特等室（計6名）
- 一等室（計44名）
- 二等室（計100名）

設備
- レストラン
- バー

## 事故・インシデント

### 整備ミスによる機関損傷
1993年10月23日、20時17分ごろ、那覇港へ向かって大阪港を出港した本船は、大阪灯台の西南西約8.8海里の地点で、主機1番シリンダがシリンダライナに焼き付き、燃焼ガスがクランク室に吹き抜けて爆発、クランク室の安全弁から噴出した爆発ガスで火災警報装置が作動した。主機は自動緊急停止し、本船は航行不能となったが、来援した曳船により岸壁に戻された。事故原因は、出航前に実施した主機の潤滑油3次こし器の開放整備で、復旧時に内部の点検が不十分でウエス1枚が取り残され、主機の運転により主軸受の上部に流入、ピストン冷却とシリンダ注油が阻害されたため、であった。また、操舵室では主機関連異常の警報ランプが点灯していたが、警報内容の確認が不十分で対応が遅れたことも一因とされた。

### 修理ミスによる機関損傷
2001年8月18日、18時20分ごろ、那覇港から鹿児島港へ向かっていた本船は、佐多岬灯台の西南西8.0海里の地点を航行中、主機排気集合管の7番および8番シリンダ間の伸縮継手が破損、発生した破片により過給機が損傷し、冷却清水が噴出した。本船は主機を無過給運転とする応急処置により低速で航行を再開、19日8時10分に鹿児島港に入港した。事故原因は、主機排気集合管の伸縮継手の修理を行う際、修理業者に材質、寸法、溶接方法などの指示が不十分で、修理した継手の内筒の強度が設計より低かったため、熱応力などにより内筒の変形および疲労が進行したため、とされた。